# Bou Azmou
Bou Azmou (àrab بوازمو) és una comuna rural de la província de Midelt de la regió de Drâa-Tafilalet. Segons el cens de 2014 tenia una població total de 9.583 persones.